# Нарезивање кључева
Нарезивање кључева , дуплицирање кључева  или израда реплике кључева je процес  израде, кључа на основу постојећег оригиналног кључа.
Основна радња је сечење (нарезивање зубаца) „равног кључа“ према узорку оригиналног  кључа. 
Поступак се састоји у томе да се раван кључ поставља у стегу , доступан резној плочи, а оригинални кључ се поставља у паралелну стегу. По оригиналном кључу клизи вођица а по равном кључу паралелно клизи сечиво које реже зубце на кључу.
Постоји могућност да се изради нови кључ на основу поломљеног „старог“ кључа.
Након сечења нови кључ се скида и обрађује ситном шмирглом или жичаном четком како би се уклониле оштре неравнина. Стари кључ се вади из стеге и оба кључа се предају власнику, наручиоцу резања.
Постоје и савремене машине, мини стругови, где се резање врши ласером или дугим савременим методама.
Мајстори који се баве нарезивањем кључева обично се баве и другим сличним пословима: поправком брава, поправком катанаца или израдом катанца (репликом катанца)  према узорку кључа.
У делатност ових мајстора спада и вађење кључа који се поломио или отварање ауто брава или брава на становима када се кључ заборави у колима или стану а нема резервног.

## Напомена
У новије време се користе такзвани „кодирани кључеви“  како би се браве заштитиле од неовлашћеног отварања. Са друге стране строго контролисаним  корисницима је омогућено да користе кодове како би отклонили проблеме клијентима власницима кључева.